# Государственный оперный театр (Словакия)
Государственная опера в городе Банска-Бистрица, Банскобистрицкий государственный оперный театр словац. (Štátna opera v Banskej Bystrici) — один из наиболее известных словацких театральных коллективов. Как в Словакии, так и за её пределами ставит оперы, оперетты, мюзиклы, балеты словацких и иностранных авторов, проводит концерты. История театра восходит к 1959 году, когда Зволенская драматическая труппа объединилась с Банскобистрицкой оперной труппой. Балетный коллектив оперного театра также сформировался в 1959 году и с тех пор представил более 50 премьер собственных полномасштабных постановок. В 1993 году труппы разделились, и образовался самостоятельный Государственный оперный театр. Здание театра находится в городе Банска-Бистрица, в Национальном доме на Национальной улице, д. 11.
Директором театра является Рудольф Громада, художественным руководителем — Шимон Свиток, главным дирижёром — Мариан Вах.

## Репертуар
Репертуар театра включает произведения как словацких, так и зарубежных авторов. Некоторые постановки по пьесам зарубежных авторов, как-то «Моя прекрасная леди» и «Скрипач на крыше», идут на словацком языке, некоторые — такие как «Набукко», «Риголетто» и «Травиата» Джузеппе Верди, а также «Евгений Онегин» в постановке Анны Осипенко представлены на языке оригинала, в данном случае — на итальянском языке. В марте 2011 года Театр представил премьеру оперы Джакомо Пуччини «Мадам Баттерфляй». В апреле 2011 года прошла премьера балета-сказки чешского композитора Иржи Пауэра «Фердо-Муравей». Осенью 2011 года по случаю столетия со дня рождения словацкого композитора Яна Циккера Государственный оперный театр первым представил мировую премьеру его оперы «Кориолан». За постановку этой оперы, а также за «творческий вклад музыкальную культуру Словакии» главный дирижёр Государственного оперного театра Мариан Вах в 2011 году получил премию министра культуры.